# Marek Havlíček
Marek Havlíček (* 22. února 1975 Mělník[zdroj?]) je český cestovatel, dobrodruh a spoluzakladatel expedice Tatra kolem světa 2.

## Cestovatelské zkušenosti, vozidla

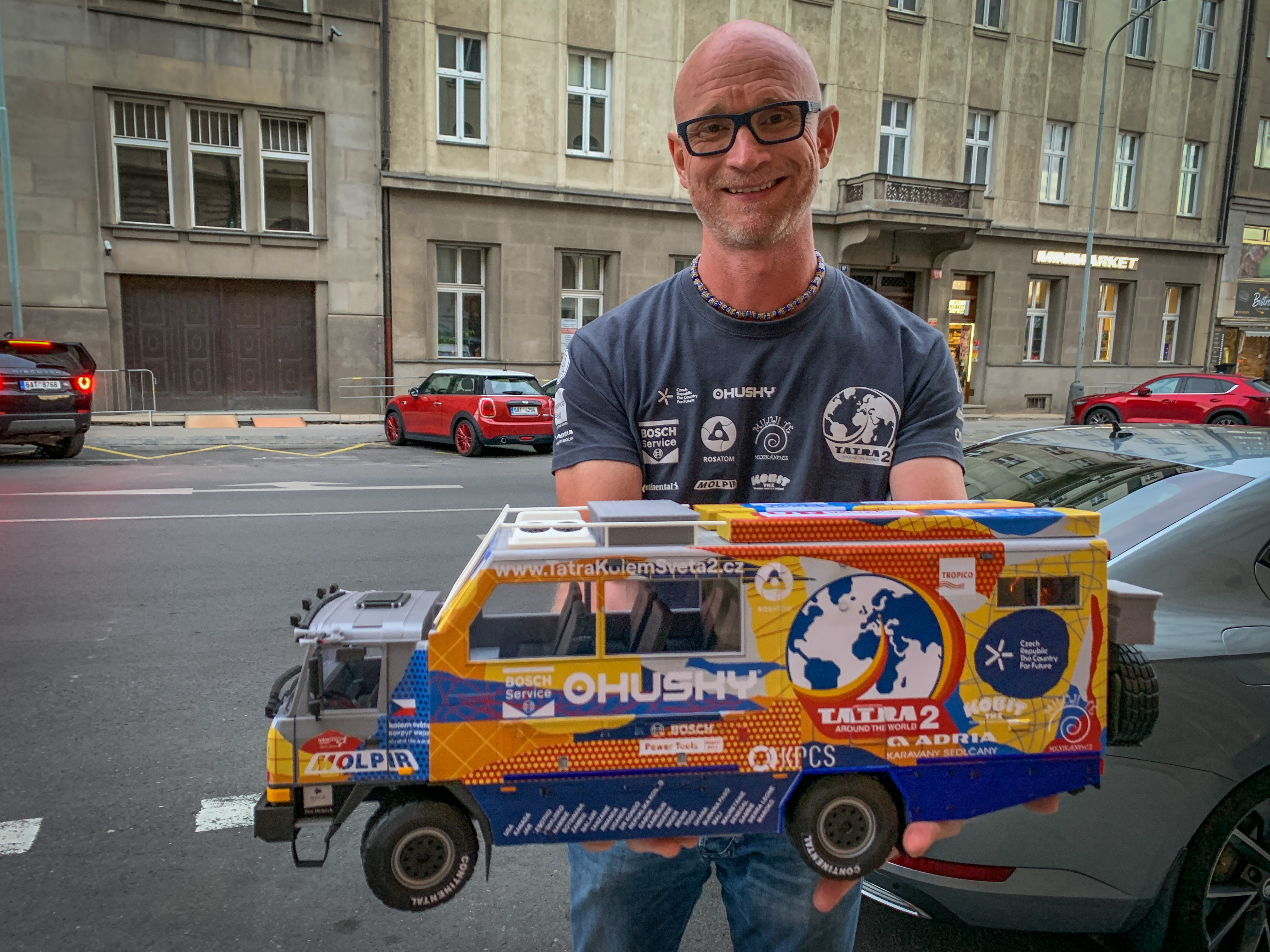
Marek Havlíček s modelem expedičního vozu TKS2, který vytvořil na 3D tiskárně Michal Brož. Jde o měřítko 1:16.

- 2003–2004 cesta kolem Nového Zélandu, Mazda 626, cca 60.000 km
- 2004 cesta kolem Austrálie, dodávka Toyota cca 40.000 km
- 2008–2010 cesta kolem Afriky, Nissan Patrol, cca 90.000 km a 45 zemí[3][4]
- 2010–2016 opakované cesty do Asie, na Střední východ (2014 Irák, 2015 Mongolsko a bývalé sovětské republiky, 2016 Rusko a bývalé sovětské republiky, motocykl BMW GS)
- 2016–2018 cesta kolem světa[5], Mercedes Benz 410D – Iglhaut 1994[6], cca 70.000 km
- 2019 BAM, legendární cesta napříč Sibiří, Husqvarna 701, cca 10.000 km
- 2020 Expedice Tatra kolem světa 2[7],[8] T815

## Tvorba
- Cesty k sobě, miluji se; rok vydání 2014; počet stran 198; jazyk český[9]
- Televizní seriál Tatra kolem světa 2, Prima ZOOM, 2020[10]